# 乌普萨拉大学钱币博物馆
乌普萨拉大学钱币博物馆（瑞典語：Uppsala universitets myntkabinett）是瑞典最重要的收藏钱币和纪念奖章的博物馆之一。乌普萨拉大学钱币博物馆位于乌普萨拉大学主楼，是以历史与艺术并重，集钱币的收藏、展览、研究、考古、公共教育等于一体的专门性博物馆。隶属于乌普萨拉大学。馆藏展品的历史可以追溯到17世纪，迄今为止藏品数量接近4万个，并可在其网站上查阅展品信息。馆藏中还包含中国古代及近现代货币。

## 历史
乌普萨拉大学钱币博物馆的陈列涵盖了从公元前7世纪到现今的世界各地货币，藏品接近40000件。钱币博物馆最早的藏品为1694年取自于奥格斯堡艺术柜，并捐赠给乌普萨拉大学的钱币和奖章。随后馆藏品逐渐增多并发展为至今包含来自世界各地的硬币，钱币和奖牌，其历史可以追溯到公元前2600年。较为特有的馆藏品之一为瑞典的奖章和钱币。由于乌普萨拉大学的特殊地位，该馆存有完好无损的皇家奖章和其他纪念章及奖牌。其中一些铸造于瑞典钱币和奖章是独一无二的。

## 陈列
钱币博物馆的展品分为乌普萨拉大学博物馆和乌普萨拉大学主楼两处展示。
- 古希腊和罗马钱币展示系列设在乌普萨拉大学博物馆。
- 中世纪到现代钱币和奖章展示系列[1]设在乌普萨拉大学主楼。该陈列包括 “维京时期和中世纪钱币”、“瑞典十六和十七世纪钱币” 、“十八世纪到二十一世纪钱币” 、“纪念章的制作”、“女性纪念章”、“皇家奖章和林奈纪念章” 、“稀有纪念章”、“诺贝尔奖章”等。

## 藏品数据库
目前为止有10%的藏品可在数据库中查阅，其中包含秦代半两钱、清代铜钱、一分纸币

## 教育
乌普萨拉的钱币博物馆隶属于乌普萨拉大学，所以兼备大学学术教育的功能，它有诸如以“钱币、经济和宣传”为题材的课程及其它主题的课程和相关书籍。在这里，历史系的学生通过钱币博物馆得到世界历史概览。而对于学习经济学，社会科学或者地理学的学生来说，钱币博物馆的藏品给他们提供了更近距离了解世界的途径。从钱币上的语言使用，还可以增进对外国文化的了解。这些包含美学和艺术内涵的钱币与奖章，无疑为研究文学艺术也提供了有价值的研究途径。

## 科研活动
乌普萨拉大学钱币博物馆参与世界钱币和货币史的研究活动。在这一领域里，目前只有少数货币学家看到了未知的国际水平研究前景。我们热诚欢迎各界同仁和乌普萨拉大学的学生们，充分在科学研究中利用我们的藏品。馆藏品可以为您提供从经济史、历史（如著名物理学、医学奖章的历史）、艺术史（如著名的艺术家参与奖章的设计创作）以及材料科学（如未知的钱币和奖章的制作材料）等多方面的研究材料。

## 出版物
乌普萨拉大学钱币博物馆的公开出版物为两种：乌普萨拉货币学研究丛书和学生论文集（非盈利性）。